# Togotovírus

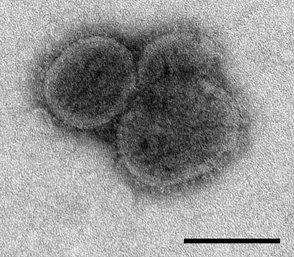
Imagem de microscópio eletrônico do Bourbon vírus, um tipo de Togotovírus.

Togotovírus é um gênero de ARNs com cápsula viral, um dos sete gêneros da família de vírus Orthomyxoviridae. Sua cadeia codogênica, genoma de ARN de sentido negativo, tem seis ou sete segmentos. Os togotovírus são diferenciados da maioria dos outros ortomixovírus por serem arbovírus — vírus que são transmitidos por artrópodes, neste caso geralmente carrapatos. Os togotovírus podem se replicar tanto nas células do carrapato quanto nas células de vertebrados; um subtipo também foi isolado de mosquitos. Uma consequência de ser transmitido por vetores sugadores de sangue é que o vírus deve se espalhar sistêmicamente no hospedeiro vertebrado — ao contrário do vírus influenza, que é transmitido por gotículas respiratórias e geralmente está confinado ao sistema respiratório.
Thogoto thogotovirus (THOV) é a espécie-tipo; o gênero também contém o Dorivírus (DHOV) e seu subtipo, o vírus de Batken, bem como as espécies ou cepas do vírus de Araguari, vírus da Baía de Arkansas (ABV), vírus de Bourbon, vírus de Jos (JOSV) e o vírus de Upolu (UPOV), que ainda não foram confirmados pelo Comitê Internacional de Taxonomia de Vírus (ICTV). Uma grande variedade de mamíferos é infectada por membros do gênero; alguns tipos também infectam pássaros. O THOV causa doenças no gado. Os vírus THOV, DHOV e Bourbon podem infectar humanos e, ocasionalmente, foram associados a doenças humanas.